# فاطر (موشک)
فاطر یک موشک هوا به هوا است که بر پایه موشک ایم-۹ سایدوایندر ساخته شده است.

## مشخصات فنی
فاطر یک موشک کوتاه‌برد است که از بدنه موشک AIM-9 Sidewinder و سامانه‌های الکترونیکی ایرانی استفاده می‌کند. فرمانده نیروی هوایی، سرتیپ حسن شاه‌صفی، به خبرگزاری‌ها اعلام کرد که برد این موشک ۴۰ کیلومتر است.
در سال ۲۰۰۸، نیروی هوایی جمهوری اسلامی ایران (IRIAF) از آزمایش‌های پرتاب یک موشک جدید هدایت‌شونده با اشعه فروسرخ خبر داد که با نام فاطر شناخته شد. در نوامبر ۲۰۰۹، شاه‌صفی در تلویزیون دولتی اعلام کرد که تولید انبوه این موشک آغاز خواهد شد. اطلاعات بیشتری دربارهٔ این موشک در دسترس نیست.